# مصطفى كاظم داغر
مصطفى كاظم داغر (ولد في 29 تشرين الثاني / نوفمبر 1995) رياضي عراقي متخصص في رمي القرص. مثل بلاده في بطولة العالم لألعاب القوى 2017 دون الوصول إلى النهائي. بالإضافة إلى أنه حصل على الميدالية الذهبية في ألعاب التضامن الإسلامي 2017.
أفضل نتيجة له في هذا الحدث هي 60.89 متر في باكو في عام 2017.

## المسابقات الدولية
| العام      | المسابقة                                   | المكان              | المركز     | حدث                  | ملاحظة     |
| مثل العراق | مثل العراق                                 | مثل العراق          | مثل العراق | مثل العراق           | مثل العراق |
| ---------- | ------------------------------------------ | ------------------- | ---------- | -------------------- | ---------- |
| 2012       | البطولة العربية لألعاب القوى للناشئين 2012 | عمان                | الأول      | رمي القرص (1.75 كجم) | 52.14م     |
| 2013       | البطولة العربية لألعاب القوى 2013          | الدوحة              | 7          | رمي القرص            | 51.48م     |
| 2014       | البطولة العربية لألعاب القوى للناشئين 2012 | القاهرة             | الأول      | رمي القرص (1.75 كجم) | 59.52م     |
| 2014       | بطولة آسيا لألعاب القوى للناشئين 2014      | تايبيه              | الأول      | رمي القرص (1.75 كجم) | 59.35م     |
| 2014       | دورة الألعاب الآسيوية 2014                 | إنتشون              | 10         | رمي القرص            | 55.21م     |
| 2015       | البطولة العربية لألعاب القوى 2015          | مدينة عيسى، البحرين | الثالث     | رمي القرص            | 60.60م     |
| 2017       | ألعاب التضامن الإسلامي 2017                | باكو                | الأول      | رمي القرص            | 60.89م     |
| 2017       | البطولة الآسيوية لألعاب القوى 2017         | بوبانسوار           | 4          | رمي القرص            | 60.30م     |
| 2017       | بطولة العالم لألعاب القوى 2017             | لندن                | 27 (q)     | رمي القرص            | 58.40م     |
| 2018       | دورة الألعاب الآسيوية 2018                 | جاكارتا             | الثاني     | رمي القرص            | 60.9م      |

## روابط خارجية
- مصطفى كاظم داغر على موقع الاتحاد الدولي لألعاب القوى (الإنجليزية)